# 亞歷克西斯·布魯姆
亞歷克西斯·布魯姆（法語：Alexis Blum，1942年3月30日—），出生於法國新亞奎丹大區上維埃納省的利摩日，是法國猶太教的首席拉比。

## 生平
他在1965年於法國猶太神學院完成拉比的訓練，接著在巴黎第四大學取得希伯來語的學位，接著就投入拉比的牧養生涯。
- 1966年-1967年：擔任蘭斯的拉比；
- 1976年-1988年：擔任巴黎拿撒勒猶太會堂的拉比；
- 2009年起，成為首席拉比。

他也兼任法國猶太神學院典籍的圖書館員、巴黎綜合理工學院的教授，而他也是法國猶太神學院第九任院長歐內斯特·古根漢的姪子。

## 受獎
- 藝術與文學勳章